# Felice da Mareto
Felice da Mareto, al secolo Luigi Molga (Mareto, 16 aprile 1909 – Parma, 7 marzo 1980), è stato un frate cappuccino, bibliografo e storico italiano.
Entrato nei Cappuccini, è ordinato sacerdote nel 1930 a Roma. Segue poi corsi superiori di teologia all'Università Gregoriana di Roma, laureandosi nel 1934 con la tesi Il Direttorio mistico del Padre Bernardo da Castelvetere 1708-1756.
Tra la seconda metà degli anni Trenta e la prima dei Quaranta, ricopre diversi incarichi (vicedirettore del Seminaro, istruttore dei novizi, Superiore) nelle province modenesi e reggiane, stabilendosi nel convento di Parma nel 1949. Storiografo e archivista, è stato tra i fondatori della biblioteca “Adeodato Turchi” dei Cappuccini di Parma.
Le sue opere principali sono la Bibliografia Generale delle Antiche Province Parmensi e l'Indice Analitico dell'Archivio Storico delle Province Parmensi (1974). In quest'ultima opera sono confluiti tutti i precedenti lavori di bibliografia – riveduti, ampliati e corretti – relativi al contesto parmense e piacentino.
Tra le altre pubblicazioni:
- La Bibliografia Cappuccina (1968)
- Parma e Piacenza nei secoli
- Piante e vedute cittadine (1975)
- Chiese e Conventi di Parma (1978)

A Parma gli è intitolata "via Padre Molga Felice da Mareto", una strada che collega via Traversetolo con strada Argini, nei pressi della località Pilastrello.